# Colonials de Hartford
Les Colonials de Hartford (en anglais : Hartford Colonials) étaient une franchise professionnelle de football américain de l'United Football League basée à Hartford.

## Histoire
La franchise est fondée en 2009 sous le nom des Sentinels de New York (New York Sentinels) , l'équipe jouent ses matchs à domicile dans la région de New York, dans deux stades différents, le Giants Stadium et le James M. Shuart Stadium. Enfin, le Rentschler Field est la troisième enceinte des Sentinels en 2009, qui deviendra la saison suivante leur stade permanent. À partir de la saison 2010, la franchise s'installe à Hartford et change de nom pour devenir les Colonials de Hartford (Hartford Colonials).

## Saisons
| Saison | Victoire | Défaite | Nul | Séries éliminatoires |
| ------ | -------- | ------- | --- | -------------------- |
| 2009   | 0        | 6       | 0   | Non qualifié         |
| 2010   | 3        | 5       | 0   | Non qualifié         |